# Волас Шон
Волас Мајкл Шон (12. новембар 1943, Њујорк) амерички је филмски и телевизијски глумац, драматург и есејиста. Најпознатији је по улогама Волија Шона (измишљена верзија њега) у филму Моја вечера са Андреом (1981), Џона Лара у филму Наћулите уши (1987), Визинија у филму Принцеза невеста (1987), господина Вендела Хола у филму Откачена плавуша (1995) давању гласа Рексу у франшизи Прича о играчкама. Такође глуми доктора Џона Стургиса у ТВ серији Млади Шелдон. Такође је имао велики број улога као споредни лик, међу којима је најпознатији као Велики Нагус Зек у филму Звездане стазе: Дубоки свемир 9, Мени у видео-игри Kings Quest (2016) и Сајрус Роуз у серији Трачара (2008–2012).
Добио је награду Оби за своје представе Тетка Ден и Лимун (1985), Одређени ожалошћеник (1996) и Трава хиљаду боја (2008). Такође, написао је сценарио за филм Моја вечера са Андреом заједно са Андреом Грегоријем, као и филмску адаптацију Мајстор градитељ (2013), засновану на истоименој представи Хенрика Ибсена. Његова књига Есеји објављена је 2009. године од стране Хајмаркет букса.

## Детињство и младост
Волас Шон је рођен у Њујорку, у јеврејској породици. Његови родитељи били су Вилијам Шон (1907–1992), дугогодишњег уредника Њујоркера, уи новинарке Селестије Шон (рођене Лион; 1906–2005); док је његов брат, Ален, композитор. Шон је похађао Патни школу, приватну средњу школу за слободне уметности у Патнију, Вермонт, и дипломирао на Харвард колеџу. Студирао је филозофију, политику и економију, као и латински, на Магдален колеџу, Оксфорд, првобитно намеравајући да постане дипломата. Такође је путовао у Индију као наставник енглеског језика, на Фулбрајтов програму. Потом је предавао латински у Менхетну, али од 1979. почиње да се бави глумом.

## Библиогрфија
| Година | Назив       |
| ------ | ----------- |
| 2009.  | Есеји       |
| 2017.  | Ноћне мисли |